# Pilar Manjón
Pilar Manjón Gutiérrez (Plasencia, provincia de Cáceres, 1 de agosto de 1958) es una activista española, presidenta de la Asociación 11-M Afectados del Terrorismo entre 2004 y 2016.

## Biografía
Afiliada al sindicato Comisiones Obreras desde 1978, era miembro de la Ejecutiva de Madrid en las fechas del atentado.
Pilar Manjón es la madre de una de las víctimas del 11-M, Daniel Paz Manjón, de 20 años, estudiante del INEF, muerto en el tren que explotó en la Estación de El Pozo.

### Presidencia de la Asociación 11-M Afectados del terrorismo
Fue la presidenta de la Asociación 11-M Afectados del Terrorismo, desde que en febrero de 2005 asumiera el puesto tras la dimisión de la anterior presidenta y la constitución de una gestora en el mes de noviembre de 2004. Denunció públicamente el uso que algunos políticos españoles hicieron de los atentados (la mentira electoralista, en la cercanía del las elecciones generales de 2004, de que había sido ETA). Y responsabilizó al gobierno de Aznar del 11-M, porque, en su opinión, los terroristas islámicos escogieron Madrid como objetivo porque su gobierno apoyó la guerra de Irak un año antes.  
Se hizo célebre por su participación en la Comisión de Investigación del 11-M, que conmocionó a España. «Estoy llegando a conclusiones graves: creo que se había podido hacer algo para evitar los atentados.» También pidió que no se emitieran más imágenes de los asesinados y heridos en aquel trágico atentado. 
Pero muy especialmente por reivindicar que no se usase a las víctimas como arma política para atacar al oponente: "De igual modo en que decíamos que no podemos admitir que se nos utilice como arma política entre partidos, no podemos admitir, de ninguna manera, que utilicen de manera sistemática a nuestros heridos y afectados, y mucho menos a nuestros muertos, como culpables de la derrota electoral de algunos, o del billete de triunfo de otros. Ellos, para su desgracia, no pudieron votar. Algo hicimos mal, alguien se equivocó, algunas personas debieron cometer graves errores para que los malditos pudieran preparar y llevar a cabo tamaña asesina tropelía.Los hay que acusan de imprevisión política y manipulación de la información. Los hay que acusan de organizar manifestaciones ilegales y linchamientos sociales. ¿Y quién nos defiende a nosotros, los supervivientes, y las víctimas? ¿Quiénes van a ser aquellos que de una vez por todas asuman las terribles irresponsabilidades (vengan de donde vengan) que nos han llevado a sufrir este brutal atentado?"

### El documentalUn largo invierno
En 2010 protagonizó el documental Un largo invierno, del director Sebastián Arabia. En él se denuncia el precario estado de muchas de las víctimas de los atentados del 11 de marzo de 2004 en Madrid. El documental realiza un análisis de los seis años transcurridos desde los atentados, donde la teoría de la conspiración tiene un peso importante en su argumento. Manjón denuncia una campaña de acoso y derribo contra ella y los socios de la asociación (por la que incluso la Dirección General de la Policía tuvo que asignarle escoltas) dada la gran cantidad de amenazas de muerte recibidas. Bien por palabras de Pilar Manjón, o bien por la voz en off que Arabia inserta en determinados momentos de la película, esta es muy crítica con muchas de las actuaciones y posturas del PP ante el 11M, así como con el Gobierno de José María Aznar (al que acusa de ser el detonante de los atentados) por su participación y apoyo en la Guerra de Irak. En algunos apartados, la película también denuncia al Gobierno de Zapatero por abandonar a las víctimas del 11-M.
La productora exhibió el documental gratuitamente en internet durante cuatro semanas y, según datos aportados por la misma, el film obtuvo más de 70.000 espectadores.

### Comparación con otras asociaciones de víctimas
El 11 de marzo de 2013, en el día del recuerdo de las víctimas del Atentado Terrorista del 11M, Pilar Manjón realizó unas declaraciones en las que acusaba al gobierno de reducir la aportación económica a la asociación de víctimas que preside un 28% y en cambio, aumentar las ayudas a la Asociación de Víctimas del Terrorismo. También criticó los recortes en sanidad y educación que llevó a cabo en su legislatura el gobierno de Mariano Rajoy.

### Declaraciones supuestamente racistas
El 1 de agosto de 2014, a través de su cuenta de Twitter, Pilar Manjón criticó duramente al Presidente de los Estados Unidos, Barack Obama y a su esposa Michelle Obama, por, según ella, no tratar de parar de forma ingente y contundente la campaña militar que Israel estaba llevando a cabo en Gaza. Concretamente dijo "Odio al negro de la Casa Blanca. Quiero a mis niños asesinados en Gaza. Quiero que la P de su mujer retire el vídeo de las niñas secuestradas". El hecho de que usase las palabras "odio" y "negro" generó una gran polémica por ser interpretados como racistas. La esposa del presidente, Michelle Obama, también fue criticada por su participación el campaña "Bring Back Our Girls" ya que, al parecer, Pilar consideraba que existía una implícita hipocresía y complicidad entre defender las chicas secuestradas por Boko Haram y callar ante los ataques en Gaza. En esos momentos Palestina superaba la cifra de más de 1400 muertos y 8000 heridos en veinticuatro días de la operación militar israelí sobre la Franja de Gaza, denominada "Margen protector", siendo calificada por algunas fuentes de genocidio y generando un amplio contexto de rechazo internacional a la actuación del estado de Israel.